# Rosealee Hubbard
Rosealee Hubbard (Adelaida, 24 de març de 1980) és una ciclista australiana especialista en la pista. Ha guanyat una medallea als Campionats del Món.

## Palmarès
- 1998
  -  Campiona del món júnior en Velocitat
- 2002
  -  Campiona d'Austràlia en keirin
- 2004
  -  Campiona d'Austràlia en keirin

### Resultats a laCopa del Món
- 2002
  - 1a a Sydney, en Keirin
- 2003
  - 1a a Sydney, en Keirin
  - 1a a Sydney, en Velocitat per equips
- 2004
  - 1a a Aguascalientes, en Velocitat per equips